# TAC4
TAC4‏ (Tachykinin 4) هوَ بروتين يُشَفر بواسطة جين TAC4 في الإنسان.